# Sankovići
Sankovići (Sanković, Sancovich, Sankovich, Санковичи)  so bili bosanska plemiška družina, ki je konec 14. stoletja in na začetku 15. stoletja skupaj z Nikolići, Radivojevići in Milatovići pripadala najvplivnejšemu humskemu plemstvu. Njihove posesti so bile v zgornjem toku reke Neretve in na njenem levem bregu od Konjica do Jadranskega morja. V letih 1377-1391  so posedovali tudi Konavle. Družinski dvorec je bil v Zaboranih, družinska grobnica pa v Biskupu pri Konjicu.
Prvi znani družinski član je bil Dražen Bogopenec, ki je bil prvič omenjen leta 1306. Njegov sin Milten Draživojević je bil prvič omenjen leta 1322 kot oproda bosanskega bana Stjepana II. Kotromanića, kasneje pa kot knez (župan) v Nevesinju in Zagorju (1322-1343). Imel je sinova Sanka in Gradoja in hčerko Radačo. V tistem času je družina priznala suverenost bosanskega bana.
Po Miltenovi smrti je vodenje družine prevzel sin Sanko Miltenović (1335-1372). Dubrovniška republika mu je kot uglednemu aristokratu bosanskega bana 22. oktobra 1348 podelila svoje državljanstvo. Od 11. avgusta 1366 dalje se Sanko omenja kot sodnik. Ko je Nikola Altomanović začel vojno poti Dubrovniku, je Sanko pomagal voditi bosansko vojsko in je v od bitk neznano kdaj padel. Imel je sinove Beljaka, Radiča, Budeljo in Sančina in hčerko Dragano.
Nasledila sta ga knez Beljak, ki je upravljal družinske posesti, in vojvoda Radič Sanković. Takoj po smrti bosanskega bana Tvrtka I. Kotromanića leta 1391 sta se Beljak in Radič odločila prodati družinske posesri v Konavlah Dubrovniški republiki. Nekateri plemiči so prodaji ugovarjali in sklicali skupščino in Vlatko Vuković in Pavle Radenović sta se decembra 1391 z odobritvijo skupščine Radiču uprla. Zasedla sta Konavle in si jih klub protestom Dubrovnika razdelila, Radiča pa so vrgli v ječo. 
Vlatka Vukovića je po smrti nasledil nečak Sandalj Hranić, ki se je stalno spopadal z Radičem, katerega so ga konec leta 1398 osvobodili. Radič je leta 1399 postal član Velikega zbora Dubrovniške republike, leta 1403-1404 pa se je udeležil bosansko-dubrovniške vojne in v imenu bosanskega bana Stjepana Ostoje vodil napad na Dubrovnik. Hranić ga je leta 1404 kljub temu ponovno aretiral, ga oslepil in zasegel njegovo premoženje. Radič Sanković je še istega leta v ječi umrl, kar je pomenilo konec družine Sanković.